# Nannerl Notenbuch

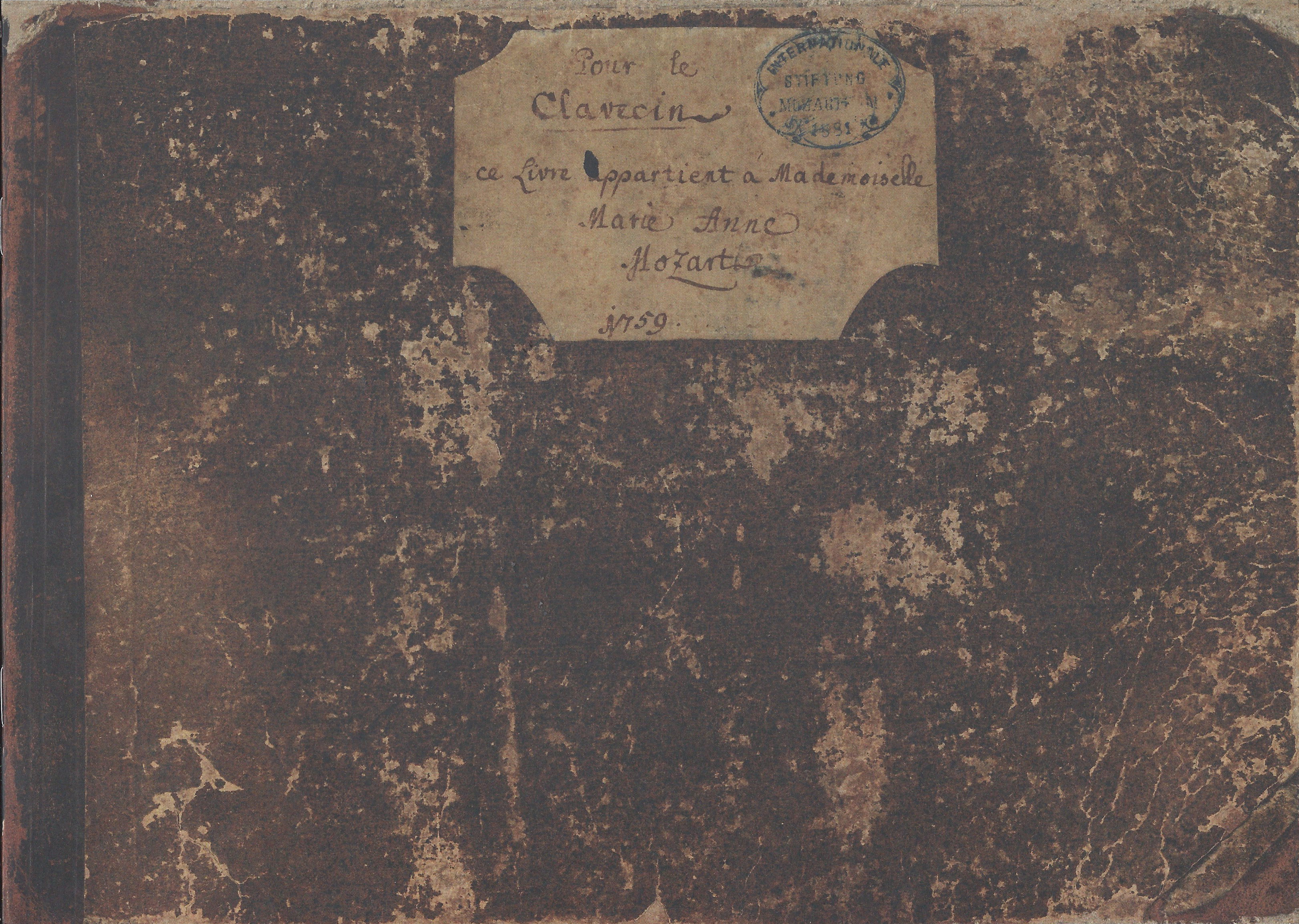
Couverture (1759).

Le Nannerl Notenbuch ou Notenbuch für Nannerl (en français : Cahier de Nannerl) est un cahier où Leopold Mozart, entre 1759 jusque vers 1764, a écrit des pièces de musique pour sa fille, Maria Anna Mozart (appelée de manière affectueuse « Nannerl »), pour lui apprendre à jouer. Son fils Wolfgang a également utilisé le cahier, qui recueille ses toutes premières compositions, dont certaines notées par son père, quand le petit Wolfgang ne savait encore écrire. Le cahier contient des pièces courtes et simples pour le clavier (normalement, pour le clavecin), adaptées pour les débutants. On y trouve beaucoup de menuets anonymes, certains écrits par Leopold, et les autres, par d'autres compositeurs, parmi lesquels Carl Philipp Emanuel Bach et Georg Christoph Wagenseil. Il contient également quelques exercices techniques, une table des intervalles musicaux, et quelques esquisses de basse continue avec des modulations. Le cahier comptait originellement quarante-huit pages reliées de papier à musique, dont on a conservé seulement trente-six, et quelques fragments des douze pages restantes identifiées dans d'autres collections.

## Description duNotenbuch
Dans un premier temps, le « Notenbuch » était un volume relié de quarante-huit pages de papier à musique avec huit portées par page. Portant le titre (en français) « Pour le clavecin », il a été donné à Nannerl pour sa fête, le 26 juillet 1759 (ou peut-être son huitième anniversaire, qui est tombé le 30 de cette année). Au cours des quatre années suivantes, le cahier a été progressivement rempli de morceaux copiés par Leopold et deux ou trois copistes anonymes de Salzbourg. On croit que Wolfgang a copié quatre morceaux contenus dans ce cahier. Fait intéressant, aucun des morceaux n'a été écrits par Nannerl elle-même.
Des années plus tard, pour une raison ou une autre, douze des pages du cahier ont été détachées. Parmi celles-ci, quatre sont considérées comme perdues aujourd'hui, mais huit ont été identifiées par Alan Tyson (en 1987) :
- deux pages à la Bibliothèque nationale de France, Paris,
- une au Musée de Salzbourg,
- deux à la Morgan Library and Museum, New York,
- une à l'Université de Leipzig, Leipzig,
- une subsiste sous forme de fac-similé et contient les premières mesures de l'Andante en si bémol majeur (KV 5b),
- une, qui se trouve dans une collection privée, consiste en une unique feuille qui contient la fin du KV 5b.

Les quatre pages perdues ont été reconstituées de manière hypothétique en se basant sur différentes sources (lettres de Nannerl ainsi que la biographie de Mozart par Georg Nikolaus von Nissen). On pense que dans son état complet, le Notenbuch contenait un total de soixante-quatorze pièces, en comptant les exercices et les compositions inachevées. Cinquante-deux de ces pièces se trouvent dans les trente-six pages du cahier qui nous sont parvenues.
Wolfgang Plath (1982) a conclu à l'existence de cinq écritures différentes, à partir d'une étude des calligraphies qui apparaissent dans le Notenbuch. En plus de Leopold et Wolfgang, on a identifié trois personnes anonymes de Salzbourg, appelées Anonyme I, Anonyme II et Anonyme III. Les numéros 58 et 61, bien que se trouvant dans les quatre pages perdues, sont connues uniquement par l'intermédiaire de Nissen; Plath affirme que ces deux pièces ont été copiées par Leopold, qui est responsable de plus de la moitié des morceaux contenus dans le Notenbuch.
Le Notenbuch met en évidence la collaboration qui existait entre le jeune Wolfgang et son père. Par exemple, le numéro 48 est un arrangement du troisième mouvement de la Serenata en ré majeur de Leopold, mais le trio apparaît également comme Menuetto II dans la Sonate pour violon no 1 (KV 6).
Le Notenbuch est étudié aujourd'hui, pour déceler les méthodes qu'employait Leopold pour l'enseignement de la musique. Les tables d'intervalles montrent qu'il enseignait à son fils la théorie de la musique depuis les premiers contacts. Il semble qu'il le formait également à la composition dès le début, en lui fournissant une ligne de basse, une mélodie comme thème pour des variations, un fragment de mélodie qui devait être complétée, ou un modèle de structures à mettre en œuvre.
Les premières compositions de Wolfgang sont écrites de la main de Leopold ; les suggestions d'améliorations du père viendront plus tard.

## Compositions de Wolfgang Amadeus Mozart présentes dans leNotenbuch
Le Notenbuch contient les pièces suivantes de Wolfgang :

### Andante en do majeur, KV 1a
| Andante en do majeur |

Cette pièce de musique est probablement la première composition de Mozart, lorsqu'il avait cinq ans. Elle ne comporte que dix mesures.

### Allegro en do majeur, KV 1b
| Allegro en do majeur |

C'est une brève pièce pour le clavier qui comprend douze mesures. Elle a été mise par écrit par le père du compositeur, Leopold, qui a noté que Wolfgang avait seulement cinq ans lorsqu'il la composée.

### Allegro en fa majeur, KV 1c
| Allegro en fa majeur |

L'Allegro KV 1c comprend vingt-deux mesures. Il a été composé par Wolfgang le 11 décembre 1761 à Salzbourg.

### Menuet en fa majeur, KV 1d
| Minueto en fa majeur |

Ce menuet en fa majeur est une autre pièce très courte, composée quand Wolfgang avait cinq ans.

### Menuet en sol majeur, KV 1e
| Menuet en sol majeur |

Cette pièce extrêmement courte (elle dure trente secondes), a probablement été composée quand Wolfgang avait cinq ans.

### Menuet en do majeur, KV 1f
Cette pièce extrêmement courte (elle dure trente secondes), a probablement été composée quand Wolfgang avait cinq ans.

### Menuet en fa majeur, KV 2
Cette pièce, composée à Salzbourg en janvier 1762, a été mise par écrit par son père, Leopold Mozart, alors que Wolfgang avait cinq ans.

### Allegro en si bémol majeur, KV 3
Cette pièce brève, comprenant trente mesures, a été composée le 4 mars 1762, alors que Wolfgang avait six ans.

### Menuet en fa majeur, KV 4
Cette pièce a été composée à Salzbourg le 11 mai 1762.

### Menuet en fa majeur, KV 5
Cette pièce a été composée à Salzbourg le 5 juillet 1762.

### Allegro en do majeur, KV 5a
Une pièce brève, comprenant quarante-quatre mesures, a probablement été mise par écrit par son père, Leopold Mozart en 1764, alors que Wolfgang avait huit ans.

### Andante en si bémol majeur, KV 5b
| Andante en si bémol majeur (fragment) |

C'est la dernière pièce du Nannerl Notenbuch, dont on ne possède qu'un fragment de quarante-trois mesures (sans compter les reprises). Elle a été composée à Salzbourg probablement en 1764.

## Table du contenu
La table suivante résume le contenu du Notenbuch.
| Numéro | Pièce                               | Copiste     | Compositeur               | KV    | Commentaires | Notes |
| ------ | ----------------------------------- | ----------- | ------------------------- | ----- | --- | --- |
| 1      | Menuet en do majeur                 | Anonyme I   | Anonyme                   | –     | – | – |
| 2      | Menuet en fa majeur                 | Anonyme I   | Anonyme                   | –     | – | – |
| 3      | Menuet en do majeur                 | Anonyme I   | Anonyme                   | –     | – | – |
| 4      | Menuet en sol majeur                | Anonyme I   | Anonyme                   | –     | – | – |
| 5      | Menuet en fa majeur                 | Anonyme I   | Anonyme                   | –     | – | – |
| 6      | Menuet en fa majeur                 | Anonyme I   | Anonyme                   | –     | – | – |
| 7      | Menuet en ré majeur                 | Anonyme I   | Anonyme                   | –     | – | – |
| 8      | Menuet en fa majeur                 | Anonyme I   | Anonyme                   | –     | Diese vorgehenden 8 Menuetten hat d. Wolfgangerl im 4ten Jahr gelernet (Wolfgang a appris les huit précédents Menuets à quatre ans) | – |
| 9      | Menuet en la majeur                 | Leopold     | Anonyme                   | –     | – | – |
| 10     | Menuet en ré majeur                 | Leopold     | Anonyme                   | –     | – | – |
| 11     | Menuet en fa majeur                 | Anonyme I   | Anonyme                   | –     | Disen Menuet und Trio hat dr Wolfgangerl den 26ten Januarij 1761 einen Tag vor seinem 5ten Jahr um halbe 10 Uhr in einer halben Stund gelernet (Wolfgang a appris ce Menuet et trio en demi-heure à environ 9:30 le 26 janvier 1761, un jour avant son cinquième anniversaire) | – |
| 12     | Menuet en la majeur                 | Leopold     | Anonyme                   | –     | – | – |
| 13     | Menuet en la majeur                 | Leopold     | Anonyme                   | –     | – | – |
| 14     | Menuet en fa majeur                 | Leopold     | Anonyme                   | –     | – | – |
| 15     | Menuet en mi majeur                 | Leopold     | Anonyme                   | –     | – | – |
| 16     | Menuet en do majeur                 | Anonyme I   | Anonyme                   | –     | – | – |
| 17     | Menuet en fa majeur                 | Leopold     | Leopold                   | –     | – | – |
| 18     | Menuet en si bémol majeur           | Leopold     | Anonyme                   | –     | – | – |
| 19     | Menuet en fa majeur                 | Anonyme I   | Wolfgang                  | KV 32 | Diesen Menuet hat d. Wolfgangerl auch im vierten jahr seines alters gelernet (Wolfgang a également appris ce Menuet quand il avait quatre ans) | KV 32 (Gallimathias musicum), no 14, est une version orchestrale de cette pièce. |
| 20     | Allegro en do majeur                | Wolfgang    | Wolfgang                  | KV 5a | – | Probablement ajouté en 1764 |
| 21     | Menuet en do majeur                 | Anonyme II  | Anonyme                   | –     | – | – |
| 22     | Marche en fa majeur (I)             | Anonyme I   | Anonyme                   | –     | den 4ten feb. 1761 vom Wolfgangerl gelernet Appris par Wolfgang le 4 février 1761 | – |
| 23     | Marche en fa majeur (II)            | Leopold     | Anonyme                   | –     | – | – |
| 24     | Allegro en si bémol majeur          | Leopold     | Wolfgang                  | KV 8  | di Wolfgang Mozart à Paris le 21 Novb. 1763 de Wolfgang Mozart à Paris le 21 novembre 1763 | Version pour piano du premier mouvement de la Sonate pour violon no 3 en si bémol majeur, KV 8 |
| 25     | Andante en fa majeur                | Leopold     | Wolfgang                  | KV 6  | – | Version pour piano du second mouvement de la Sonate pour violon no 1 en do majeur, KV 6 écrit probablement à Bruxelles en octobre 1763                                                             |
| 26     | Menuet en do majeur                 | Leopold     | Wolfgang                  | KV 6  | – | Version pour piano du Menuet I du troisième mouvement de la Sonate pour violon no 1 en do majeur, KV 6 écrit probablement à Bruxelles en octobre 1763                                              |
| 27     | Allegro en do majeur                | Anonyme I   | Anonyme                   | –     | – | – |
| 28     | Allegro en fa majeur                | Anonyme I   | Anonyme                   | –     | – | – |
| 29     | Pièce pour piano en fa majeur       | Anonyme I   | Anonyme                   | –     | – | – |
| 30     | Allegro en do majeur                | Anonyme I   | Anonyme                   | –     | – | – |
| 31     | Scherzo en do majeur                | Anonyme I   | Georg Christoph Wagenseil | –     | del Sgr. Wagenseil (del señor Wagenseil) | – |
| 32     | Scherzo en fa majeur                | Anonyme I   | Anonyme                   | –     | – | – |
| 33     | Allegro en fa majeur                | Leopold     | Anonyme                   | –     | – | – |
| 34     | Allegro en do majeur                | Leopold     | Anonyme                   | –     | – | – |
| 35     | Tempo di menuetto en fa majeur      | Anonyme II  | Anonyme                   | –     | – | – |
| 36     | Allegro moderato en fa majeur       | Anonyme I   | Anonyme                   | –     | – | – |
| 37     | Andante en si bémol majeur          | Leopold     | Anonyme                   | –     | – | – |
| 38     | Andante en do majeur                | Leopold     | Anonyme                   | –     | – | – |
| 39     | Arietta con Variazioni en la majeur | Anonyme III | Carl Philipp Emanuel Bach | –     | – | – |
| 40     | Allegro en do majeur                | Leopold     | Anonyme                   | –     | – | – |
| 41     | Allegro en sol majeur               | Leopold     | Anonyme                   | –     | – | – |
| 42     | Allegro en sol mineur               | Leopold     | Anonyme                   | –     | – | – |
| 43     | Presto en la majeur                 | Anonyme III | J. N. Tischer             | –     | – | – |
| 44     | Polonaise en fa majeur              | Leopold     | Anonyme                   | –     | – | – |
| 45     | Allegro en mi mineur                | Leopold     | J. J. Agrell              | –     | – | – |
| 46     | Allegro en do majeur                | Leopold     | Wolfgang                  | KV 6  | di Wolfgango Mozart d. 14 octob. (de Wolfgang Mozart le 14 octobre) | Version pour piano du premier mouvement de la Sonate pour violon no 1, KV 6 Composé probablement à Bruxelles en 1763                                                                               |
| 47     | Menuet en ré majeur                 | Leopold     | Wolfgang                  | KV 7  | di Wolfgango Mozart d. 30ten Novbr. 1763 à Paris (de Wolfgang Mozart en París en 1763) | Version pour piano du Menuet I de la Sonate pour violon no 2 en ré majeur, KV 7 |
| 48     | Menuet en fa majeur                 | Leopold     | Wolfgang                  | KV 6  | di Wolfgango Mozart d. 16ten Julÿ 1762 (de Wolfgang Mozart el 16 de julio de 1762) | Version pour piano du troisième mouvement de la Serenata en ré majeur de Leopold et du Menuet II du troisième mouvement de la Sonate pour violon no 1 en do majeur de Wolfgang Composé à Salzbourg |
| 49     | Menuet en fa majeur                 | Leopold     | Wolfgang                  | KV 4  | di Wolfgango Mozart d. 11ten Maÿ 1762 (de Wolfgang Mozart le 11 mai 1762) | Menuet en fa majeur, KV 4 Composé à Salzbourg |
| 50     | Pièce pour piano en sol majeur      | Leopold     | Anonyme                   | –     | – | Fragment |
| 51     | Mouvement de concerto en sol majeur | Leopold     | Anonyme                   | –     | – | – |
| 52     | Cinq exercices techniques           | Leopold     | Anonyme                   | –     | – | – |
| 53     | Andante en do majeur                | Leopold     | Wolfgang                  | KV 1a | – | – |
| 54     | Allegro en do majeur                | Leopold     | Wolfgang                  | KV 1b | – | – |
| 55     | Allegro en fa majeur                | Leopold     | Wolfgang                  | KV 1c | – | – |
| 56     | Menuet en fa majeur                 | Leopold     | Wolfgang                  | KV 1d | Menuetto del Sgr. Wolfgango Mozart 16to Decembris 1761 (Menuet du Sr. Wolfgang Mozart le 16 décembre 1761) | – |
| 57     | Table d'intervalles                 | Leopold     | Anonyme                   | –     | – | – |
| 58     | Menuet en fa majeur                 | Leopold ?   | Wolfgang                  | KV 2  | – | Menuet en fa majeur, KV 2 |
| 59     | Allegro en si bémol majeur          | Leopold     | Wolfgang                  | KV 3  | del Sgr. Wolfgango Mozart 1762. d. 4ten Martij (del Sr. Wolfgang Mozart le 4 mars 1762) | Allegro en si bémol majeur, KV 3 Composé à Salzbourg |
| 60     | Trois basses continues modulantes   | Leopold     | Anonyme                   | –     | – | – |
| 61     | Menuet en fa majeur                 | Leopold ?   | Wolfgang                  | KV 5  | 5. Juli 1762 5 juillet 1762 | Menuet en fa majeur, KV 5 Composé à Salzbourg |
| 62     | Menuet en sol majeur                | Wolfgang    | Wolfgang                  | KV 1e | – | Menuet en sol majeur, KV 1e Ajouté probablement en 1764 |
| 63     | Menuet en do majeur                 | Wolfgang    | Wolfgang                  | KV 1f | – | Menuet en do majeur, KV 1f Ajouté probablemente en 1764 |
| 64     | Andante en si bémol majeur          | Wolfgang    | Wolfgang                  | KV 5b | – | Fragment d'un Andante en si bémol majeur, KV 5b (KV 9b dans le catalogue K1) Ajouté probablement en 1764                                                                                           |